# Edificio de La Equitativa (Bilbao)
El edificio La Equitativa se encuentra ubicado en la zona del Ensanche bilbaíno (Vizcaya, España), en esquina de la Alameda de Mazarredo, 7, y la calle Colón de Larreátegui, frente a los Jardines de Albia, y corresponde al estilo racionalista de los años 1930.

## Descripción
El edificio fue proyectado por el arquitecto bilbaíno Manuel Galíndez en 1932 como sede social de la compañía de seguros La Equitativa y como viviendas. Forma parte de la obra de su etapa racionalista, junto con los edificios de Seguros La Aurora (1934) o de la Naviera Aznar (1943).
Su emplazamiento es el punto de partida en la disposición general del edificio, resuelto en una resolución simétrica, en esquina, y con una torre en la bisectriz del ángulo que forman sus dos fachadas.
Su alzado se desarrolla en sótano, planta baja y siete pisos, el último retranqueado. La planta del edificio se caracteriza por la ubicación de la escalera principal en la bisectriz del ángulo, por lo demás su distribución es convencional. La primera planta está dedicada a oficinas y en su interior se evidencia la separación entre estructura y cerramiento, permitiendo el desarrollo de vano continuo que se desarrolla por las dos fachadas y que hace de elemento separador compositivo, operando a modo de franja-cornisa de apoyo para convertirse en el antepecho de los vanos de la planta inmediatamente superior.
La fachada de la calle Colón de Larreátegui termina en esquina, redondeada, para ganar iluminación y visibilidad, pero lo hace en un plano inferior al de la fachada principal.
La torre nace a la altura del primer piso, continúa en altura hasta sobrepasar la cubierta y está perforada por un eje de vanos en ángulo.
La fachada de la Alameda de Mazarredo contiene los elementos decorativos más importantes, como son la torre, el reloj, el asta de bandera, la diosa de la Equidad y el alicatado interior de las galerías, a la altura de la planta de oficinas se encuentra el rótulo de «La Equitativa» y la torre se decora con cuatro canecillos.
Los vanos se distribuyen en ejes enmarcando galerías en la fachada de la calle Mazarredo y balcones volados en la fachada de la calle Colón de Larreátegui.